# Prawieczkokształtne
Prawieczkokształtne, paleoniski, prawieczkowce (†Palaeonisciformes) – rząd ryb promieniopłetwych obejmujący kilkadziesiąt wymarłych rodzin, m.in.:
- †Acrolepidae
- †Amblypteridae
- †Birgeriidae
- †Dicellopygidae
- †Palaeoniscidae
- †Rhabodlepidae
- †Rhadinichthyidae

Prawieczkokształtne znane są z kopalnych zapisów syluru ze wszystkich kontynentów, z wyjątkiem Antarktydy. W karbonie ich linia rozwojowa składała się z kilkudziesięciu rodzin gatunków o zróżnicowanej budowie i różnorodnym trybie życia. W tym okresie większość prawieczkokształtnych zachowywała jeszcze cechy ryb chrzęstnych. Wyginęły w kredzie.